# Pulsatilla cernua
Pulsatilla cernua là một loài thực vật có hoa trong họ Mao lương. Loài này được (Thunb.) Berchtold & Presl miêu tả khoa học đầu tiên năm 1820.

## Hình ảnh

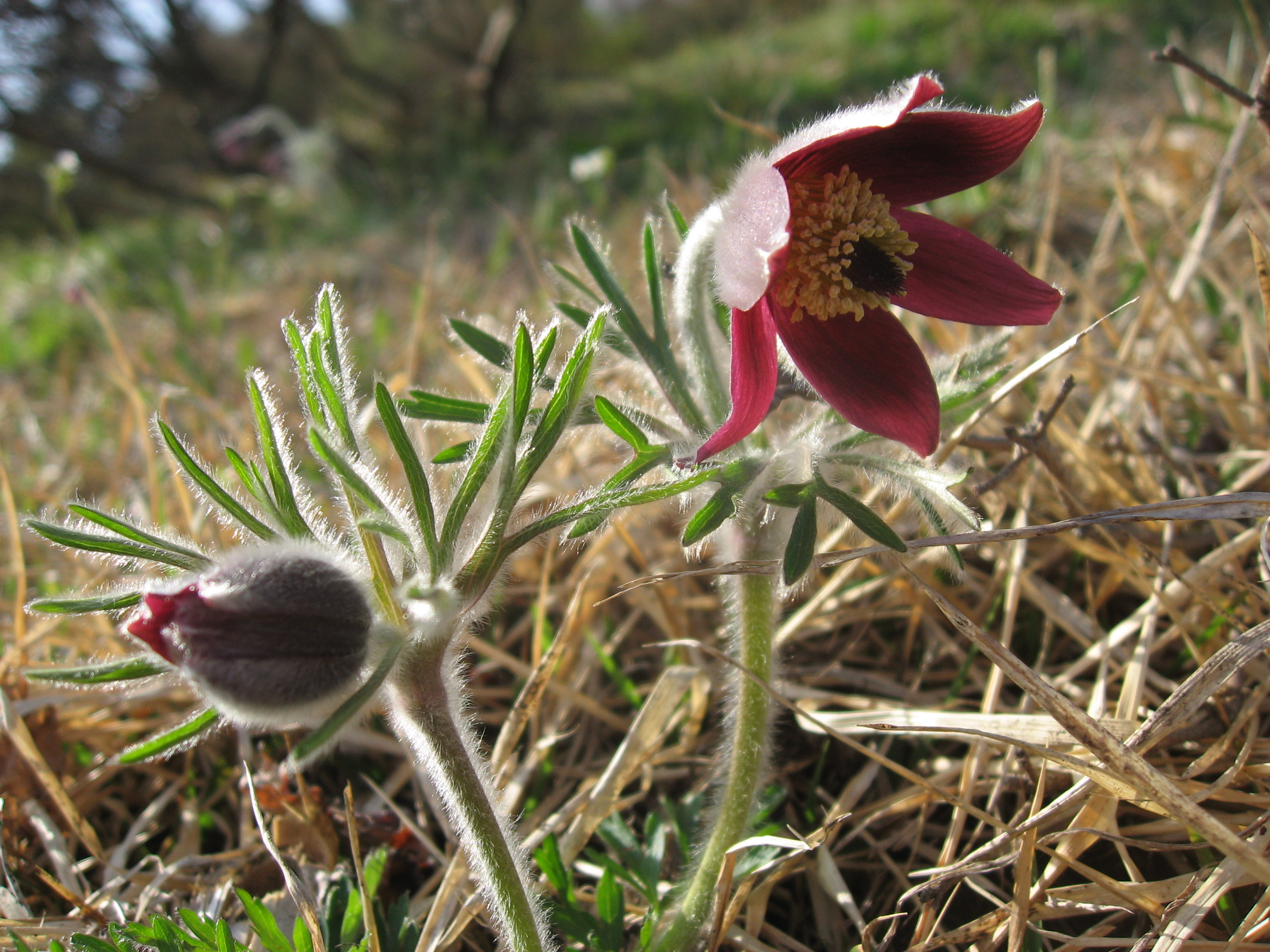
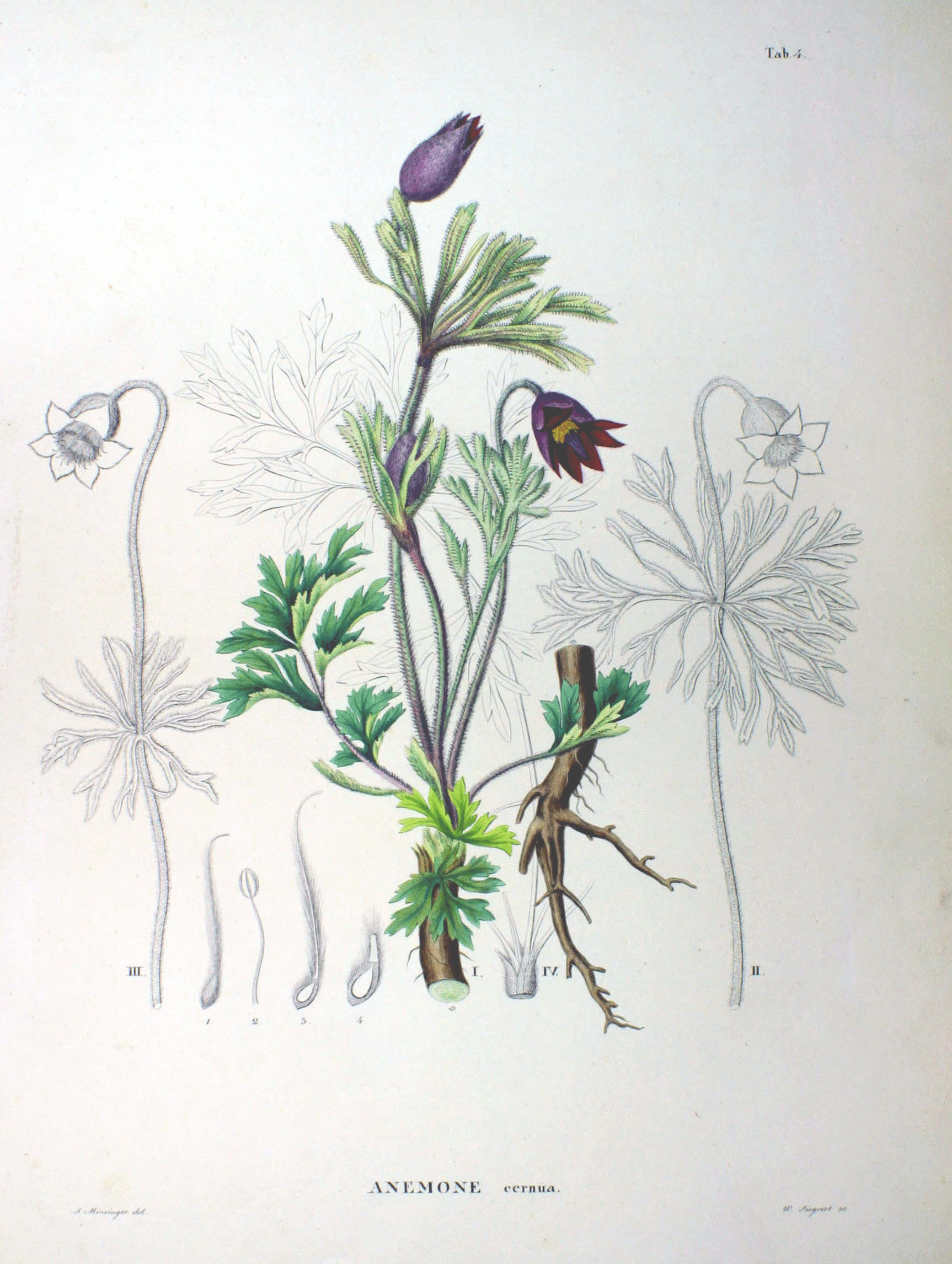
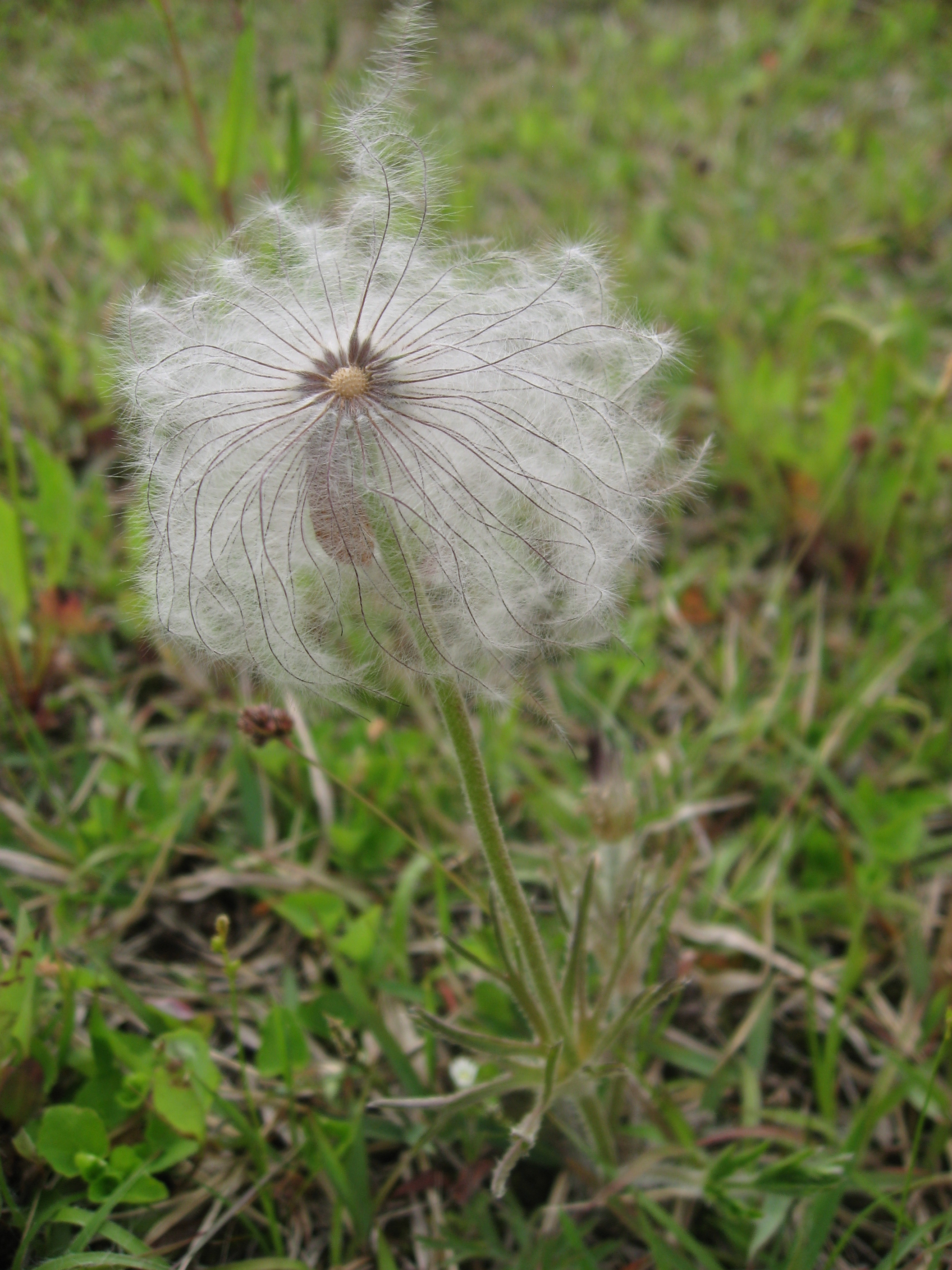
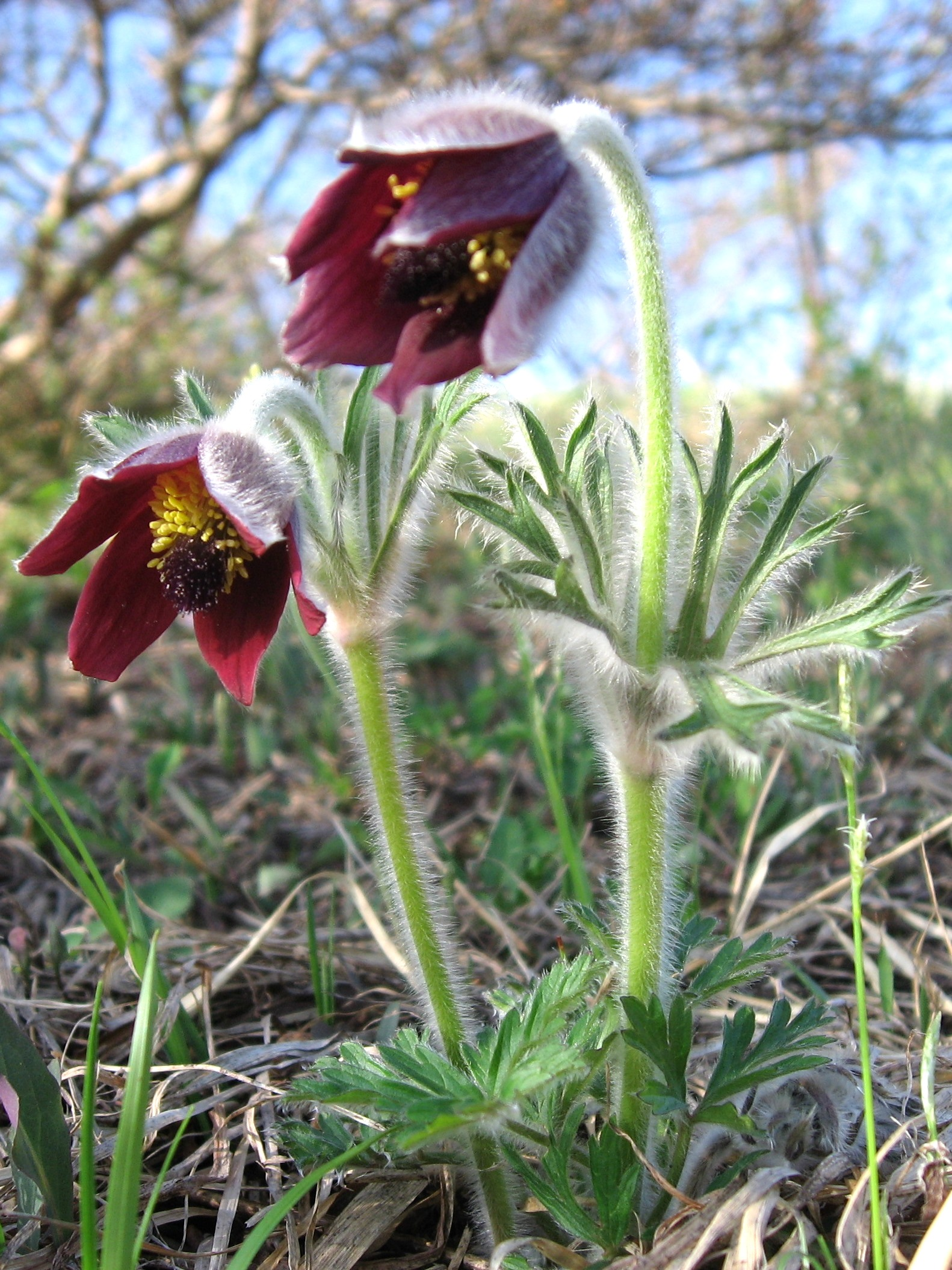